# میرصاحب عباسوف
میرصاحب عباسوف (انگلیسی: Mirsahib Abbasov؛ زادهٔ ۱۹ ژانویهٔ ۱۹۹۳) بازیکن فوتبال اهل جمهوری آذربایجان است.
از باشگاه‌هایی که در آن بازی کرده‌است می‌توان به باشگاه فوتبال کشله اشاره کرد.